# Pellenes allegrii
Pellenes allegrii es una especie de araña saltarina del género Pellenes, familia Salticidae. Fue descrita científicamente por Caporiacco en 1935.
Habita en la cordillera del Karakórum, Kazajistán, Kirguistán y Uzbekistán.